# Mayuko Aoki
Mayuko Aoki (青木 麻由子?, Aoki Mayuko; Kochi, 17 dicembre 1975) è un'attrice e doppiatrice giapponese.
Ha lavorato per diversi anime, come ad esempio Aquarian Age - Sign for Revolution (TV), nel quale ha doppiato Yoriko Sannou. Ha inoltre interpretato la voce di Selphie Tilmitt nel gioco Kingdom Hearts (versione giapponese) e Yuna di Bevelle in Final Fantasy X (versione giapponese). Ha effettuato parte del motion capture dei personaggi Rinoa Heartilly e Edea Kramer in Final Fantasy VIII. 

## Ruoli interpretati
Anime:
- Aquarian Age - Sign for Revolution - Yoriko Sannou
- Last Order - Final Fantasy VII - Turk

Videogiochi:
- Dissidia 012 Final Fantasy - Yuna
- Dissidia Final Fantasy NT - Yuna
- Dissidia Final Fantasy: Opera Omnia - Selphie Tilmitt, Yuna, Seven
- Final Fantasy X - Yuna
- Final Fantasy X-2 - Yuna
- Final Fantasy Type-0 - Seven
- Final Fantasy Explorers - Yuna
- Itadaki Street: Dragon Quest and Final Fantasy 30th Anniversary - Yuna
- Kingdom Hearts - Selphie Tilmitt
- Kingdom Hearts II - Selphie Tilmitt, Yuna
- World of Final Fantasy - Yuna

Ruoli doppiati:
- Adventures of the Gummi Bears - Sunni Gummi
- The Little Engine That Could - Tillie the Little Engine
- Fievel's American Tails - Tanya Mousekewitz
- Annabelle's Wish - Annabelle
- An American Tail: The Treasure of Manhattan Island - Tanya Mouskewitz
- An American Tail: The Mystery of the Night Monster - Tanya Mousekewitz

Motion Capture:
- Final Fantasy VIII - Rinoa Heartilly, Edea Kramer
- Final Fantasy IX - Garnet Til Alexandros XVII
- Final Fantasy VII: Advent Children - Tifa Lockhart